# Ictalurus furcatus
Ictalurus furcatus és una espècie de peix de la família dels ictalúrids i de l'ordre dels siluriformes.

## Morfologia
Els mascles poden assolir els 165 cm de llargària total i els 68 kg de pes.

## Distribució geogràfica
Es troba des de les conques dels rius Mississippi, Missouri i Ohio fins al nord de Guatemala.